# Емма Робінсон (новозеландська плавчиня)
Емма Робінсон (англ. Emma Robinson; 26 вересня 1994) — новозеландська плавчиня.
Учасниця Олімпійських Ігор 2016 року.